# Отеро (округ, Нью-Мексико)
Отеро (англ. Otero) — округ в штате Нью-Мексико в США. Расположен на юге штата, на границе с Техасом. Площадь территории округа — 17165 км², это один из самых больших округов в Нью-Мексико. Население по данным переписи 2000 года составляло 62 298 человек. Центр округа — город Аламогордо.

## География
По данным Бюро Статистики США, общая площадь территории округа составляет 17 165 км² (6627 кв. миль), из которых 17 163 км² (6626 кв. миль) занимает суша, а примерно 2 км² (1 кв. миля) заняты водой. Население по переписи 2000 составляет 62 298 человек, из которых больше половины проживает в Аламогордо.

### Пограничные территории
- округ Линкольн (Нью-Мексико) — с севера
- округ Чавес (Нью-Мексико) — с востока
- округ Эдди (Нью-Мексико) — с востока
- округ Калберсон (Техас) — с юго-востока
- округ Хадспет (Техас) — с юга
- округ Эль-Пасо (Техас) — с юго-запада
- округ Донья-Ана (Нью-Мексико) — с запада
- округ Сьерра (Нью-Мексико) — с северо-запада

### Природные достопримечательности
- Национальный лес Линкольн (часть)
- Национальный памятник «Уайт Сэндз» (часть)

## Демография
По данным Бюро Статистики США на 2000 год население в округе 62 298 человек, 22 984 домовладения и 16 801 семья. Плотность населения — 4 чел./км² (9 чел./кв.миля). Число жилых строений — 29 272. Состав населения по расовым признакам: 73,71 % белых; 3,92 % афроамериканцев; 5,80 % индейцев; 1,17 % азиатов; 0,13 % выходцев с островов Тихого океана; 11,67 % представителей других рас и 3,6 % смешанного расового происхождения. 32,16 % — латиноамериканского происхождения.
В 37,1 % домовладений проживали дети младше 18 лет; в 57,5 % — семейные пары; в 11,8 % — одинокие женщины и в 26,9 % — несемейные владельцы. Средний размер семьи — 3,14; среднее число проживающих в домовладении — 2,66.
По возрасту население округа делится:
- 29,5 % — моложе 18 лет;
- 9,3 % — от 18 до 24;
- 28,6 % — от 25 до 44;
- 21,0 % — от 45 до 64;
- 11,7 % — 65 и старше.

Средний возраст — 34 года. На 100 женщин всех возрастов приходится 99,0 мужчин. На 100 женщин старше 18 лет приходится 96,8 мужчин.
Средний доход на хозяйство составлял 30 861 доллар США, а средний доход на семью — 34 781 доллар. Средний доход мужчин — 276 57, а женщин — 18 470 долларов. Душевой доход составлял 14 345 долларов. Примерно 15,6 % семей и 19,3 % населения проживало ниже уровня бедности, из них 27,9 % моложе 18 лет и 12,8 % старше 65.

## Населённые пункты

### Города
Аламогордо

### Посёлки
- Клаудкрофт
- Тулароза

### Статистически выделенные поселения
- Болес-Акрес
- Авиабаза Холломан
- Ла-Луз
- Мескалеро
- Тимберон

### Прочие поселения
- Хай-Роллз
- Маунтин-Парк
- Ньюман
- Санспот